# 舒米利諾區
舒米利諾區（羅馬化：Shumilinskiy rayon）是白俄羅斯北部维捷布斯克州的一個區，行政中心为舒米利诺，面積1,695.40平方公里，2009年人口20,716，人口密度每平方公里12.22人。